# كيتي مانغر
كيتي مانغر (بالإنجليزية: Katy Munger)‏ (29 ديسمبر 1956، هونولولو في الولايات المتحدة)؛ روائية أمريكية. درست في جامعة ولاية كارولينا الشمالية في تشابل هيل.